# Strelitzia (Schriftenreihe)
Mit dem Titel Strelitzia erscheint seit 1994 in Südafrika eine monografische Reihe, die vom South African National Biodiversity Institute (SANBI) herausgegeben wird und botanische Fachthemen behandelt. Der Name wurde gewählt, weil mehrere Arten der Pflanzengattung Strelitzia im Osten des Südlichen Afrikas beheimatet sind.
Die Zeitschrift entstand aufgrund der Zusammenlegung von zwei namhaften Publikationsorganen botanischer Einrichtungen des Landes, den Memoirs of the Botanical Survey of South Africa und den Annals of the Kirstenbosch Botanic Gardens.